# Ralph Rüegg
Ralph Rüegg (ur. 23 maja 1973) – szwajcarski bobsleista.

## Kariera
Największy sukces w karierze osiągnął w sezonie 2002/2003, kiedy zajął trzecie miejsce w klasyfikacji Pucharu Świata czwórek. Wyprzedzili go tylko Niemiec André Lange oraz Łotysz Sandis Prūsis. Ponadto w 2003 roku w parze z Beatem Heftim wywalczył brązowy medal w dwójkach. Był też między innymi szósty w czwórkach podczas mistrzostw Świata w Calgary w 2005 roku. Nigdy nie wystąpił na igrzyskach olimpijskich.